# MECAR FRG-RFL-40BT 5.56 mm
FRG-RFL-40BT 5.56 mm – belgijski nasadkowy granat odłamkowy produkowany przez firmę MECAR SA.
Granat FRG-RFL-40BT 5.56 mm może być miotany przy pomocy dowolnego karabinu kalibru 5,56 mm z urządzeniem wylotowym o średnicy 22 mm.Dzięki zastosowaniu pułapki pociskowej granat może być miotany przy pomocy naboju ostrego. Prędkość początkowa granatu jest równa 65 m/s. Zasięg maksymalny wynosi 300 m. W momencie wybuchu tworzy się około 300 odłamków. Zapalnik uzbraja się w odległości 6 m od strzelca.